# Edsel

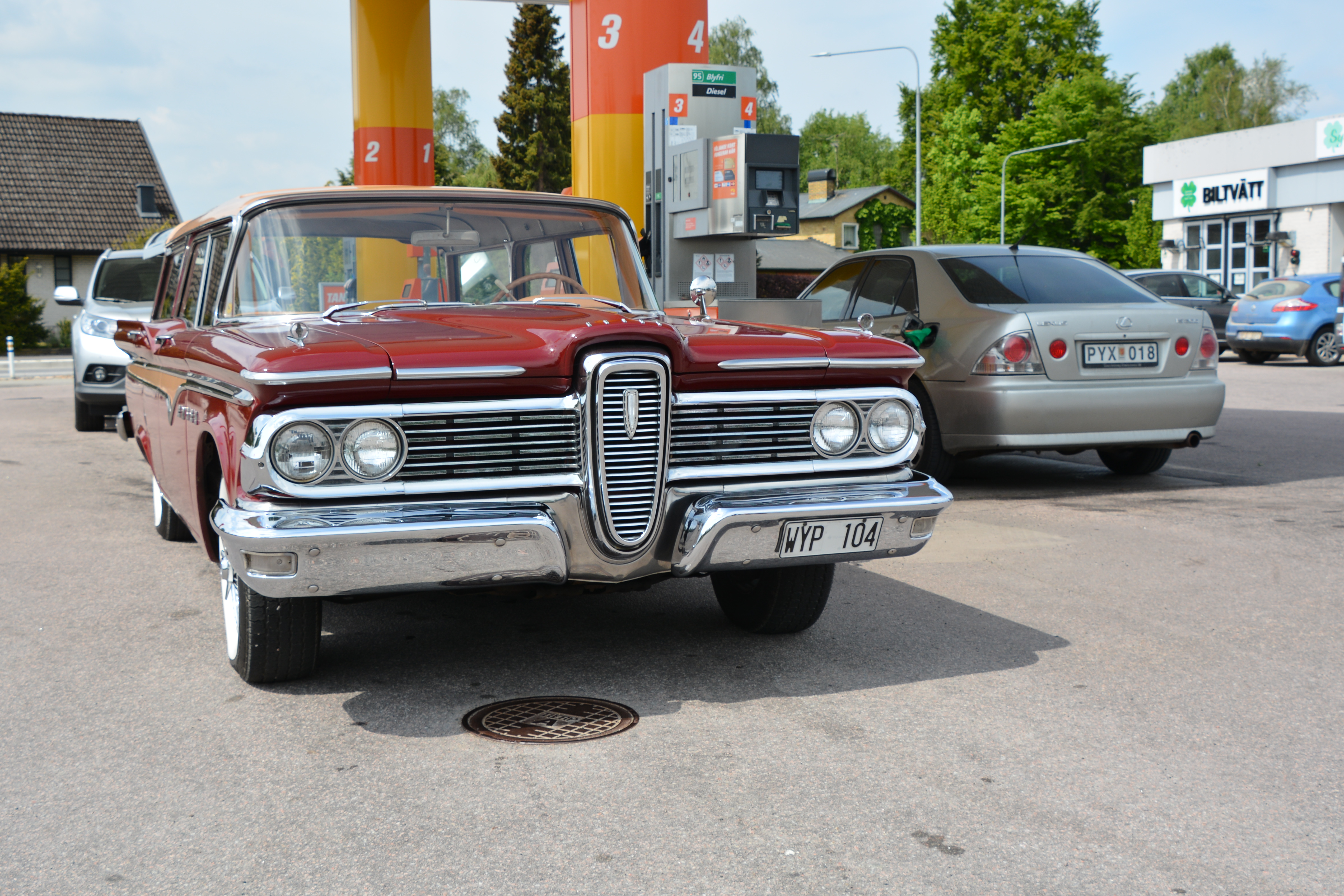
Edsel Villager stationsmodell sommaren 2017

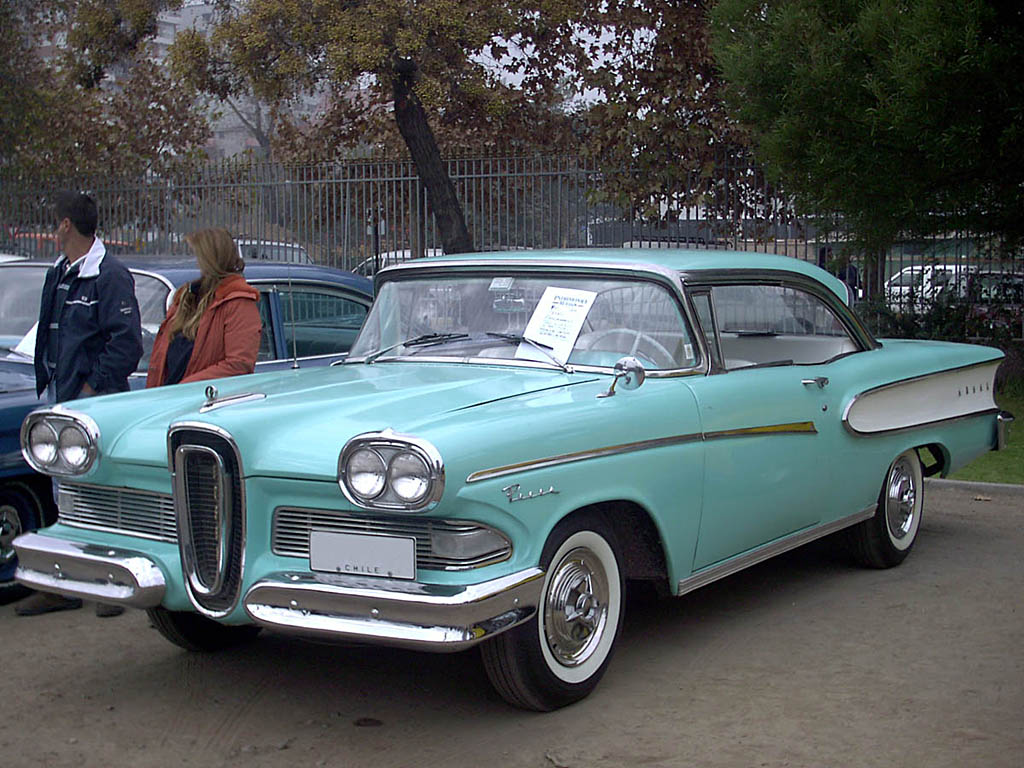
Edsel Pacer 1958 två dörrars hardtop

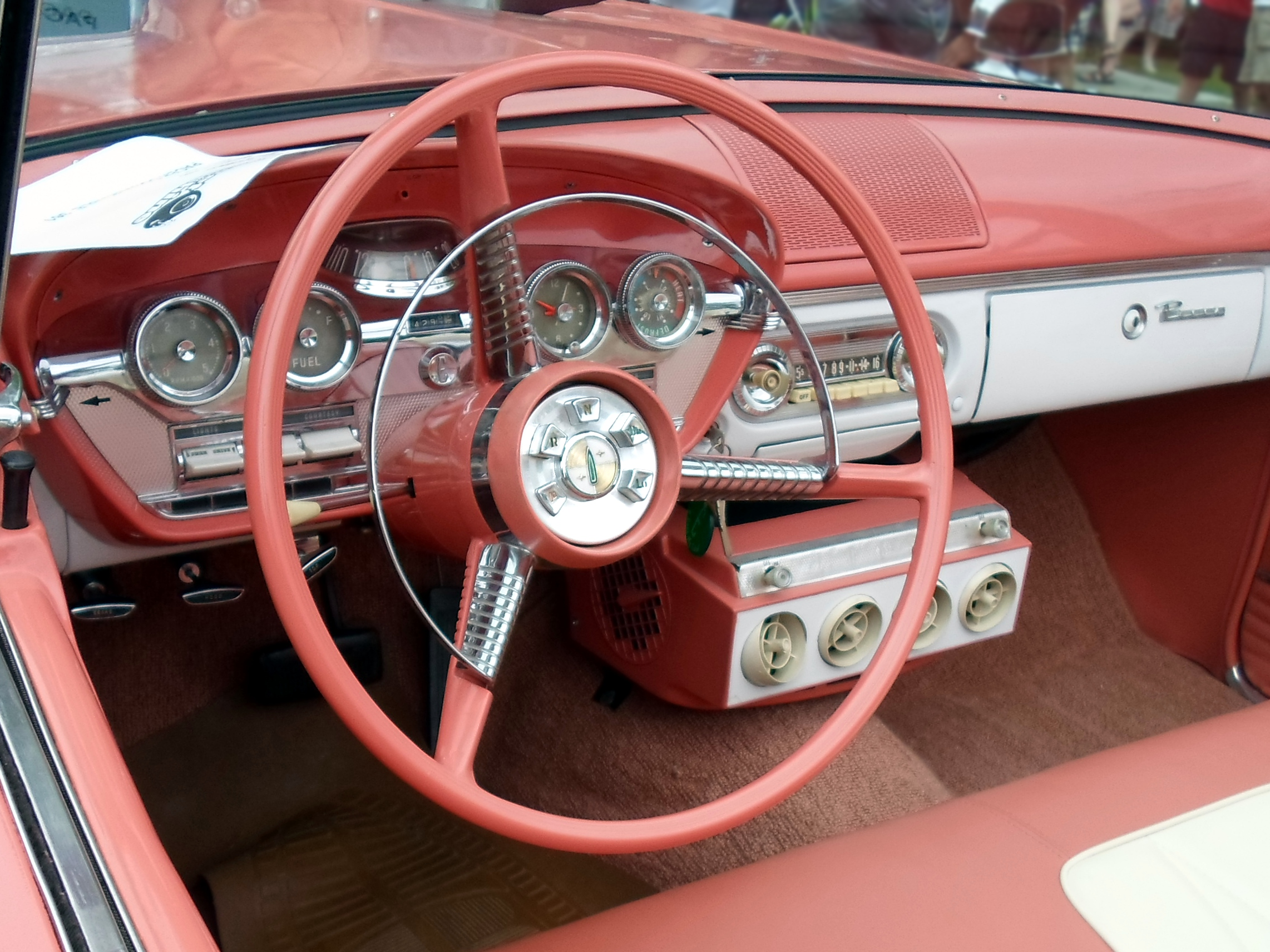
Interiör i en Edsel Pacer med touchkontroll växel och roterande hastighetsmätare

Edsel var ett amerikanskt bilmärke uppkallat efter Edsel Ford (1893–1943), tillverkat av Ford Motor Company modellåren 1958–1960. Märket skulle konkurrera i mellanklassen med märken som Desoto, Dodge och Buick. Märket omnämns ibland som Ford Edsel, vilket är felaktigt. 
Edsel floppade rejält som bilmärke. Själva ordet Edsel har blivit synonymt med "fiasko" för den amerikanska allmänheten, och marknadsföringskampanjen används ännu i dag som ett skolexempel på en totalt misslyckad sådan vid utbildning av reklamfolk.
Edsel tillverkades i tre årsmodeller, totalt i 110 847 exemplar under 28 månader i USA och därtill tillverkades ytterligare 7 440 exemplar i Kanada, vilket ger en total produktionssiffra på 118 287 fordon. Beroende på hur man räknar tillverkades bilen i sju modellserier med hela 18 undervarianter. Modellerna var:
- Edsel Citation
- Edsel Corsair
- Edsel Pacer
- Edsel Ranger
- Edsel Bermuda
- Edsel Villager
- Edsel Roundup
- Comet (kompaktbil, såldes som fristående märke)

## Bakgrund
År 1948 inleddes ett projekt med att ta fram en helt ny bil i mellanprisklassen inom Fordkoncernen, men redan 1950 fick planerna läggas på is då bilföretaget lade om sin produktion med hänsyn till Koreakriget. Projektet återupptogs dock sommaren 1954 och slutligen hade man tillräckligt med underlag för styrelsen så att man den 15 april 1955 kunde ta det formella beslutet att arbeta fram ett helt nytt bilmärke och att bilda en ny underavdelning, Special Products Division, och bilen man började utveckla kallades E-car (där ”E” stod för experimentell). I augusti 1955 kunde formgivarna presentera en fullskalig lermodell inför företagsledningen, och projektet fick klartecken av styrelsen.
I februari 1956 fick reklamfirman ”Foote, Cone & Belding” (FCB) kontrakt på att marknadsföra bilen, och i augusti samma år hade man strukturerat försäljningsorganisationen. Den 19 november 1956 tillkännagav bolaget att bilmärkets namn skulle vara Edsel och följaktligen bytte även underavdelningen från och med nu namn till Edsel Division.

## Utveckling
Nu började arbetet forceras fram i allt högre tempo och i januari 1957 tillkännagav man stolt att Edsels design skulle bli mycket djärvare än någon annan bil från koncernen och att man skulle använda sig av minst lika radikala försäljnings- och marknadsföringsmetoder som tidigare för att lyfta fram bilmärket. För att attrahera köpare som gillande Hot Rod-trenden satsade man även på kraftfulla motorer och satte samtidigt upp ett försäljningsmål på 200 000 bilar för modellåret 1958, och i februari släppte man ut namnen på de sju olika modellerna. Exakt två år efter det formella styrelsebeslutet i april 1955  sattes de första åtta förseriebilarna samman vid fabriken i Mahwah, New Jersey, och i slutet av juni byggdes ytterligare 5–6 bilar vid fabriken i San Jose, California.

## Produktion
Fullskalig produktion av bilmärket inleddes den 15 juli 1957 och en vecka senare publicerades den första annonsen för Edsel i Life Magazine, en tvåsidesannons med en bil inslagen i papper och med suddiga fotografier för att på så sätt kittla publiken.
Efter åtskilliga månaders uppbyggd förväntan blev det så äntligen den 4 september 1957 dags för "E-day", då de nya Edselbilarna för första gången visades för allmänheten och hårdlanserades i hela USA. Marknadsföringen gick för högtryck under hela hösten och kröntes av TV-programmet The Edsel Show i oktober med Bing Crosby som programledare och med Rosemary Clooney, Frank Sinatra, Bob Hope och Louis Armstrong som gäster. Programmet hade årets högsta tittarsiffror.
Edsel hade kostat hela 250 miljoner dollar att utveckla. Man skulle behöva sälja cirka 230 000 bilar per år i tre år framåt enbart för att täcka utvecklingskostnaderna. Men det visade sig snart att försäljningen inte motsvarade förväntningarna, och produktionen av nya bilar drogs ner radikalt redan i oktober 1957. Läget var så illavarslande att ledningen för Ford Motor Company redan den 14 januari 1958 upplöste Edsel Division för att istället låta hela denna avdelning gå upp i en nybildad Mercury-Edsel-Lincoln Division (M-E-L) i ett försök att rädda situationen.
Förberedelserna för nästa årsmodell var redan långt framskridna när man tvingades skära både i modellprogrammet och på val av utrustning. Fullskalig produktion av 59:orna inleddes 23 september 1958 och en dryg månad senare, den 31 oktober, presenterades de nya modellerna ute hos återförsäljarna. Produktionen kunde nu hållas ungefär dubbelt så hög (cirka 5 000 bilar/månad) i jämförelse med tidigare under kalenderåret 1958 och styrelsen tog med viss tvekan beslut i april 1959 att gå fram även med 1960 års modeller. Dock vek även 1959 års produktionsvolymer kraftigt neråt med början under våren, och bilmärket befann sig i fritt fall. 
Man byggde några förseriebilar av 60:an i augusti 1959 och fullskalig produktion inleddes 14 september 1959. En månad senare, den 15 oktober, hade modellerna premiär runt om i USA bara för att drygt en månad efter lanseringen av årsmodellen upphöra med all tillverkning sedan den sista Edseln (en Villager) rullat av monteringsbandet den 19 november 1959. Bilmärket hade därmed gått i graven.
Produktionen av kompaktbilen Comet fortsatte dock planenligt men man raderade framgångsrikt ut allt som såväl utseende- och imagemässigt kunde koppla modellen till märket Edsel och lät istället märket stå helt på egna ben fram till 1962 då den blev en undermodell till Mercury. Ironiskt nog blev kompaktbilen Comet en succé och M-E-L Division sålde hela 116 331 bilar av 1960 års modell, vilket motsvarar fler än samtliga Edselbilar producerade under tre år.

## 1958

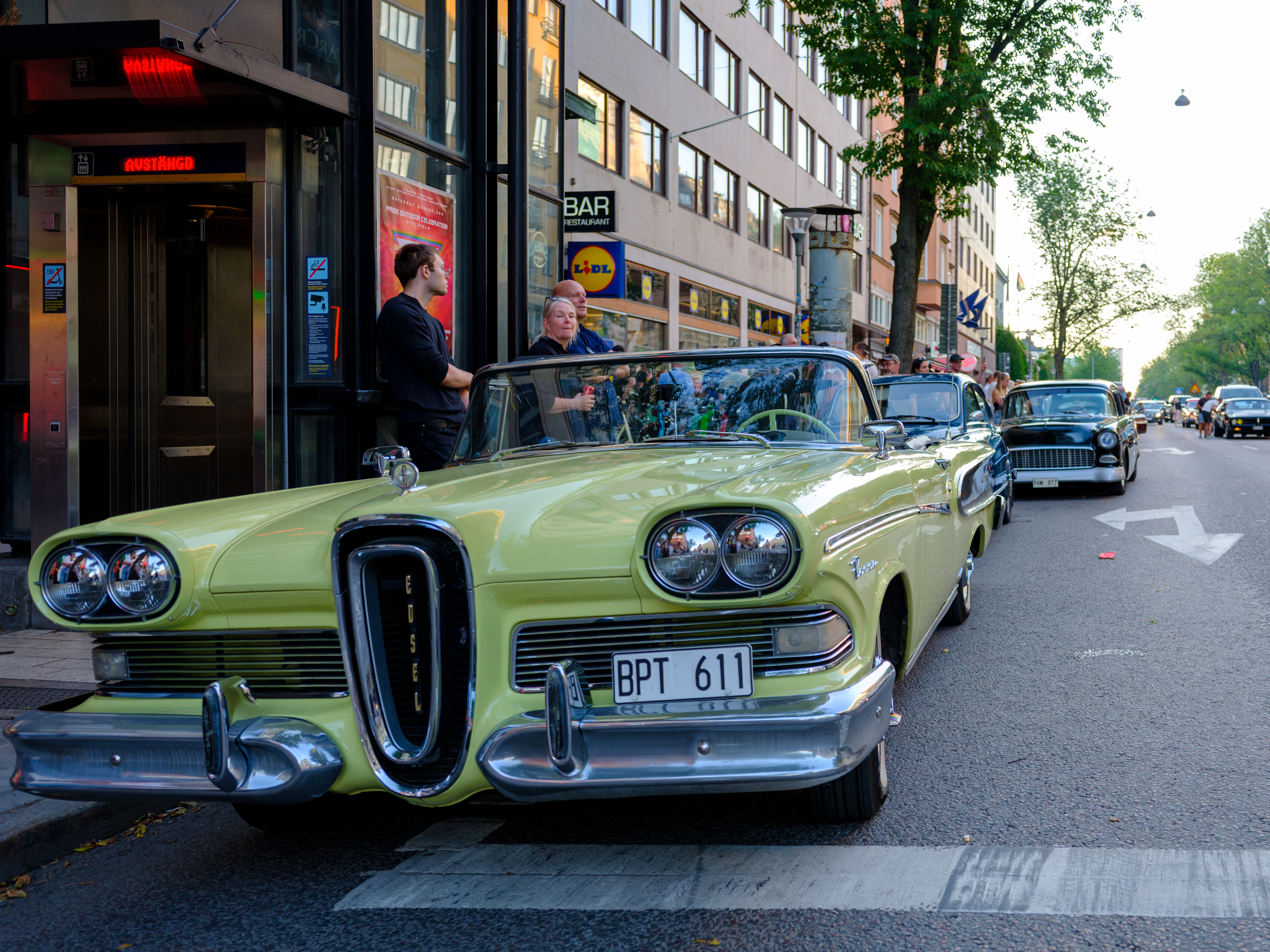
En Edsel Pacer från 1958 med den karakteristiska fronten med tvådelad kofångare och kylarmaskeringen.

Vid lanseringen skilde sig Edselns design väsentligt från Ford av samma årsmodell. Stora delar av karossen var märkesunik, och marknadsföringsavdelningen hade lanserat bilarna som tekniska underverk. En Edsel 1958 känns främst igen dels på sin tvådelade främre stötfångare separerad av den karaktäristiska stående kylarmaskeringen, dels på sin stora inbuktning (scallop) på sidan av bakskärmarna samt på sina måsvingeformade baklampor.
58:orna kom i två storlekar: ”big and bigger” (stor och större). De större bilarna var modellerna Citation och Corsair som byggde på en ram från systermärket Mercury. De något mindre bilarna var Pacer, Ranger samt stationsvagnarna Bermuda, Villager och Roundup, vilka alla var byggde på kortare ramar från Ford.
Den sannolikt mest innovativa (och omtvistade) utrustningen var den automatiska växellådan teletouch vars växellägen valdes genom tryckknappar som satt placerade mitt i rattcentrumet. Bland andra originella lösningar på bilen kan nämnas att hastighetsmätaren bestod av en roterande rulle som började lysa när en förinställd hastighet uppnåtts, att motorhuven öppnades elektroniskt inifrån bilen och dessutom som en säkerhetsdetalj fälldes upp i framkant samt dessutom att den helt nya, ännu idag använda konstruktionen av växellådan låstes i parkeringsläge till dess att tändningsnyckeln vreds om. 
Av 1958 års modell tillverkades 63 110 bilar i USA och ytterligare 4 935 i Kanada, summa 68 045 Edsel.

## 1959
Till modellåret 1959 hade formen på den lodräta kylarmaskeringen tonats ner och byggts samman med en traditionell liggande grill med inbyggda dubbla strålkastare på varje sida, och inbuktningen på karossidorna var ersatt med en längsgående kromlist. Bakljusen bestod av tre runda lampor på var sida, av vilka den innersta på var sida var vit och tjänade som backljus. Stationsvagnsmodellen hade två röda lampor på var sida och runda vita lampor nedanför.
Redan tidigt 1958 beslöt man att stryka de större Mercurybaserade modellerna ur programmet. Man upphörde även med namnen Citation, Pacer, Bermuda och Roundup. Kvar blev Ranger, Corsair och Villager. Den största 340-hästars motorn och teletouchlådan avvecklades och ersattes med mer ekonomiska alternativ. Istället för att satsa vidare, drog man ner.
1959 års modell tillverkades i 44 891 exemplar i USA och 2 505 i Kanada, alltså totalt 47 396 bilar.

## 1960
Till 1960 års modell hade den karaktäristiska men kontroversiella vertikala kylarmaskeringen slopats till förmån för en horisontell grill avdelad i mitten av en utsmyckning formad som ett timglas. Bakljusen bestod av två avlånga vertikalt placerade lampor på var sida.
I ett försök att hålla kostnaderna nere delade Edsel både kaross och chassi med Ford Fairlane. Endast kromutsmyckning, grill och bakljus skilde bilmärkena åt. Modellutbudet bantades till ett minimum då även Corsair försvann ur programmet. Edsel hade totalt tappat sin identitet.
Den nyutvecklade modellen Comet lanserades som ett fristående märke.
Endast 2 846 exemplar tillverkades av 1960 års modell, samtliga vid fabriken i Louisville, USA.

## Fiaskot
Bilarna såldes för cirka 2 500–4 000 dollar, och i långt mindre antal än förväntat. Detta gjorde att Edsel var på väg att ruinera Ford, som vid denna tid var ett av världens största företag. Satsningen på Edsel var enorm och förväntningarna stora. Det finns många åsikter om vad som gjorde att Edsel blev en sådan försäljningsflopp, men idag kan man nog enas om att det var en kombination av faktorer som ledde till att namnet Edsel blivit synonymt med "misslyckande".
När beslutet om Edsel togs var marknaden god, men när bilen väl skulle lanseras i utställningslokalerna hade USA hunnit hamna i en ekonomisk recession. Försäljningen av 58:or var därför mycket svag även hos konkurrerande mellanklassbilar. För Desoto sjönk försäljningen med 54% jämfört med 1957, Buick föll 33%, Mercury 48%, Oldsmobile 18%, Dodge 47% och Pontiac 28%. Rimligtvis var tidpunkten att under rådande omständigheter lansera ett helt nytt bilmärke sämsta tänkbara sedan åtminstone tiden för andra världskriget. De köpare som ändå fanns började även vid just denna tidpunkt få upp intresset för mindre och mer bränslesnåla bilar.
Efter en massiv reklamkampanj, som innehöll flersidiga teaser-annonser i stora rikstäckande tidningar, vällde cirka 2,5 miljoner amerikaner in till sin lokala Edselåterförsäljare på "E-day". Men det blev snabbt uppenbart att endast ett fåtal av bilarna faktiskt såldes. De allmänna förväntningarna hade trissats upp mycket högre än vad bilen kunde leva upp till, och försäljningen speglade denna besvikelse.
Värt att nämna är också att den korta utvecklingstiden (omkring åtta månader) gjort att kvaliteten blivit lidande. Vid det löpande bandet sattes Edsel samman samtidigt med andra modeller av Ford och Mercury, vilket gjorde att montörerna stördes i sina rutiner och ibland helt enkelt glömde att installera vissa delar. Edsel drabbades också av delar som inte gick att passa ihop på rätt sätt. Passformen av karossdelar var usel. På grund av problem med underleverantörer kom många av de allra tidigaste bilarna till återförsäljarna med delar som saknades, och åtskilliga återförsäljare var alltför dåligt utrustade för att kunna ersätta delarna eller montera olika extratillbehör. Edsel var dyrare än andra jämförbara bilar, och priset på de fullutrustade lyxmodeller som var först ut på golven i utställningslokalerna förskräckte många köpare. 
Formgivningen var radikal, och inte till allas belåtenhet. Det anses även att bilarna designmässigt påminde alltför mycket om lågprismärket Ford, så att köparna inte tyckte att de fick något ”extra” för merkostnaden som en Edsel innebar. Alla nya tekniska lösningar var inte helt genomtänkta. Samtida kritiker förklarade misslyckandet med kylarmaskeringens utformning, som liknades vid oket till en draghäst, en toalettstol, eller en kvinnas könsorgan – där särskilt de två senare omdömena uppfattades som direkt negativa.
Edsel Division befann sig i en neråtgående dödsspiral. Ju fler bilar man misslyckades med att sälja, desto fler återförsäljare drog sig ur sina franchiseavtal. Ju fler återförsäljare som kastade in handduken, desto tveksammare blev gemene man till att köpa bilen. Det fanns heller ingen märkeslojalitet att räkna med.

## Teknisk specifikation: Edsel (1958–59)
Karossealternativ: Två- och fyradörrars sedan, hardtop coupe och sedan, tvådörrars stationsvagn (Roundup), fyradörras stationsvagnar (Villager och Bermuda) i 6- eller 9-sitsigt utförande och tvådörrars convertible (cabriolet). 
Konstruktion: Balkchassi med stålkaross. 
Motoralternativ: 223 cu.in. rak sexa eller V8:or från 292 till 410 kubiktum.
Effekt: 223 kubiktum: 145 hk vid 4 500 rpm, 410 kubiktum: 345 hk vid 4 600 rpm.
Transmission: Treväxlad manuell växellåda med eller utan överväxel, två eller trestegad automat. 
Hjulupphängning fram: Individuell med spiralfjädrar och torsionstavar. 
Bak: stel axel med bladfjädrar.
Bromsar: Trumbromsar runt om. 
Toppfart: 150–190 km/h
Acceleration 0–60 mph (0–96 km/h) 10-17 sek. 
Bensinförbrukning: 1,9–2,8 l/mil

## Övrigt
Idag är Edsel eftertraktade och värdefulla samlarbilar. Man uppskattar att färre än 10 000 Edselbilar har överlevt till idag, och de flesta modeller räknas som klassiker.

## Bildgalleri

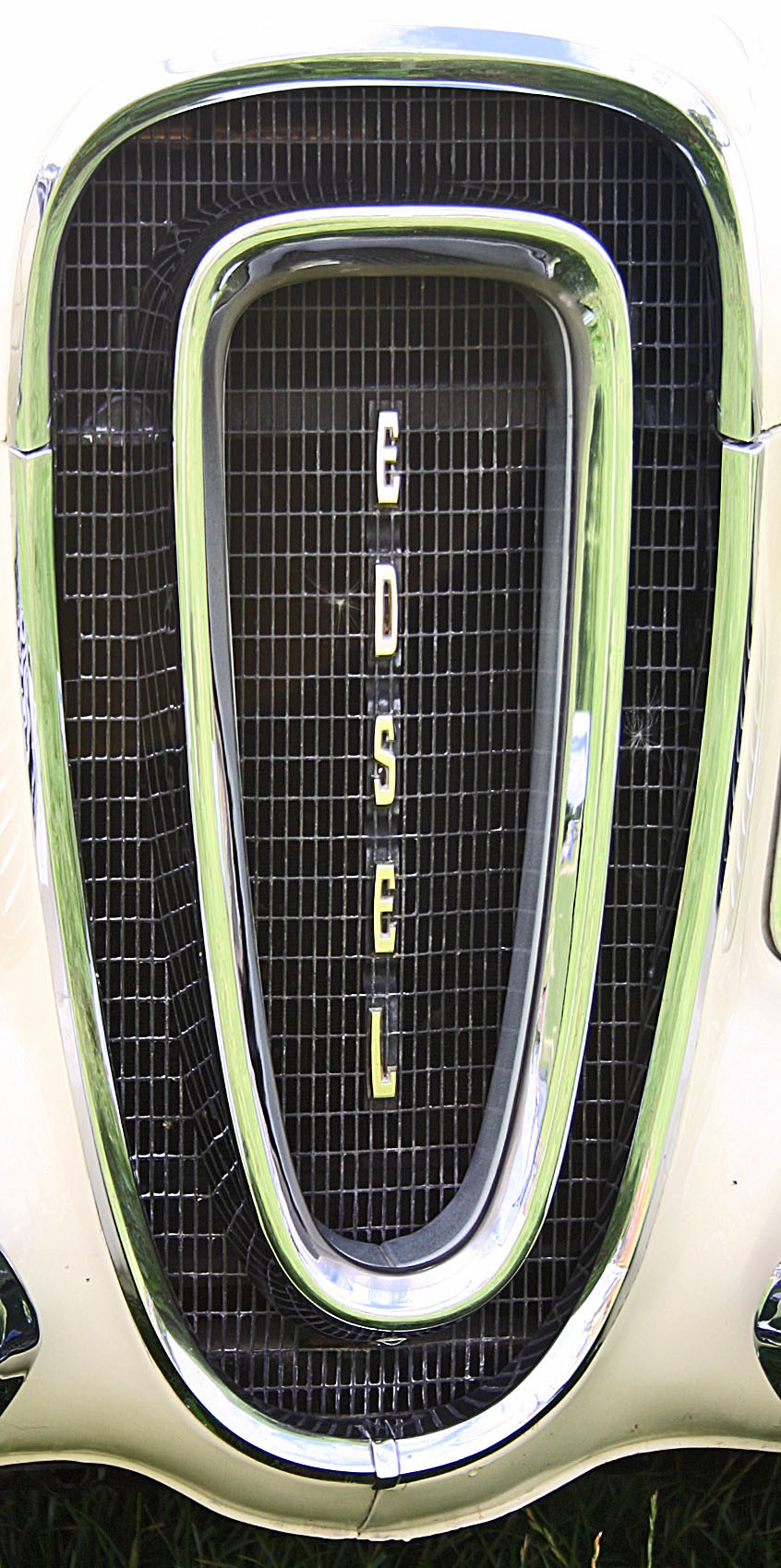
Edsels grill 1958
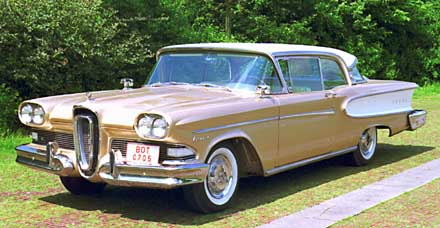
1958 Edsel Corsair
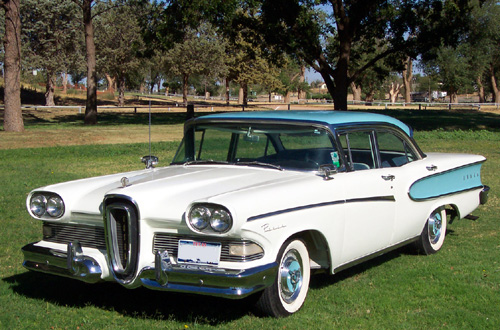
1958 Edsel Pacer
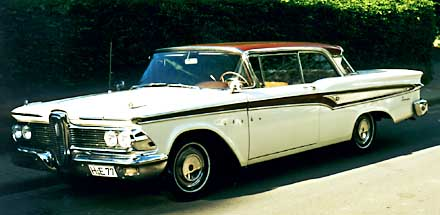
1959 Edsel Corsair
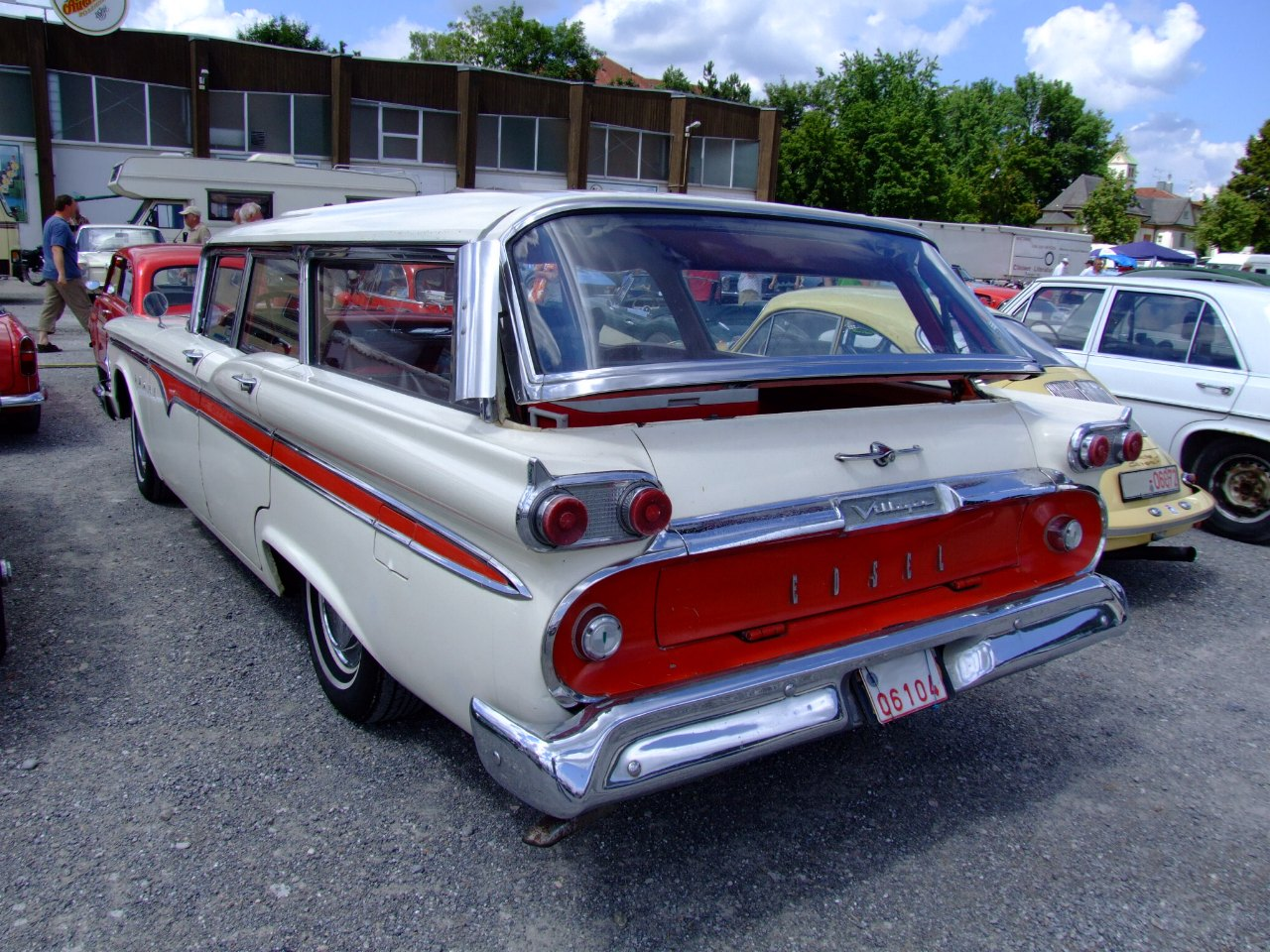
1959 Edsel Villager
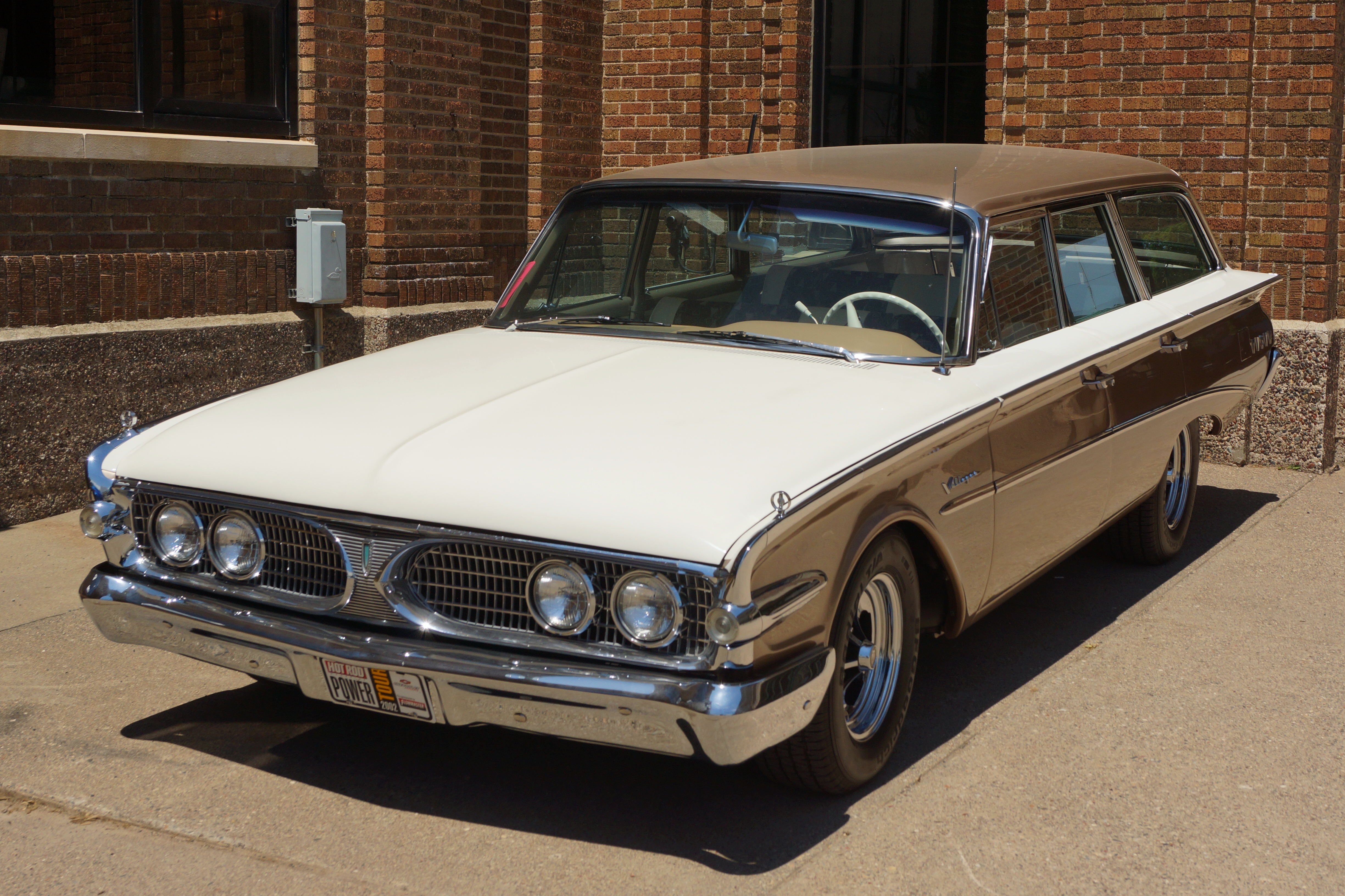
1960 Edsel Villager